# Zonitodema viridipennis
Zonitodema viridipennis es una especie de coleóptero de la familia Meloidae.

## Distribución geográfica
Habita en Sudáfrica.